# Alçament de Badalona
L'Alçament de Badalona fou un intent d'insurrecció carlina que tingué lloc en aquesta ciutat el 28 d'octubre de l'any 1900 avançant-se a un hipotètic alçament generalitzat de carlins a Catalunya. El seu fracàs va aturar definitivament la insurrecció més generalitzada del moviment.

## Antecedents
El sistema estanc de la Restauració borbònica havia entrat en crisi el 1898 amb l'enèsima pèrdua de colònies espanyoles a conseqüència de la derrota contra els EUA a la Guerra hispano-estatunidenca. El carlisme va voler aprofitar la conjuntura per imposar-se a un govern i un sistema àmpliament qüestionat mitjançant una revolta general dels carlins per prendre el poder, però uns quants carlins catalans liderats per Salvador Soliva va fer els seus propis preparatius independentment de la planificació general. Com que el pretendent Carles de Borbó va dubtar en donar l'ordre d'inici, finalment els conjurats sortiren al carrer pel seu compte, però amb l'aprovació de certs càrrecs del partit.

## L'alçament de Badalona
El 28 d'octubre del 1900 una partida d'una seixantena d'homes comandada per Josep Torrents va iniciar l'atac a la caserna de la Guàrdia Civil a Badalona. Els assaltants, vestits amb brusa blava, boina roja, cinturó i tirants, es van presentar davant de la caserna de la Guàrdia Civil armats amb trabucs, carabines Remington i escopetes, donant lloc a un intens tiroteig entre els revoltats i els carabiners, que tancaren les portes i van disparar des de les finestres. Després de diversos minuts, els carlins van fugir i foren perseguits pels cossos de policia que habitaven en la caserna. Els ferits foren diversos i Torrents hi perdé la vida.
També s'alçaren carlins a Piera, Castelldefels, el Lluçanès, Gironella i alguns indrets del País Valencià, però foren controlats sense massa problemes per les forces d'ordre públic. La revolta carlina a Gironella, dirigida per Josep Grandia i amb el suport d'obrers de les fàbriques de la zona, es va mantenir durant mig mes a les muntanyes de Berga.,
Dominada la rebel·lió, el govern de Práxedes Mateo Sagasta respongué amb una campanya de repressió contra el carlisme: l'estructura militar fou desarticulada i es prohibiren els seus periòdics, els locals on es reunien els cercles i altres organismes del partit carlí.